# Savage: The Battle for Newerth
Savage: The Battle for Newerth est un jeu vidéo de stratégie en temps réel et de tir à la première personne développé et édité par S2 Games (en), sorti en 2003 sur Windows, Mac OS et Linux.

## Système de jeu
Savage est un jeu exclusivement en réseau (Internet ou LAN) dans lequel deux équipes ou plus s'affrontent sur une carte. Le but du jeu est de détruire la forteresse de l'adversaire tout en protégeant la sienne. Dans chaque équipe, un joueur est commandant, c'est-à-dire qu'il donne des ordres à ses coéquipiers depuis une vue aérienne comme dans un jeu de stratégie en temps réel. Les autres joueurs dirigent leur avatar en vue à la première personne et s'affrontent sur le champ de bataille dans un jeu de tir. La vue passe à la troisième personne pour les combats au corps à corps.

## Accueil
| Savage: The Battle for Newerth |      |       |
| Média                          | Pays | Notes |
| Canard PC                      | FR   | 4/10  |
| Computer Gaming World          | US   | 3.5/5 |
| GameSpot                       | US   | 71 %  |
| Joystick                       | FR   | 7/10  |

Le jeu a reçu trois trophées lors de l'Independent Games Festival 2004 : le Grand prix Seumas-McNally, le Prix de l'Excellence technique et le Prix du public.